# Пітті (футболіст)
Люіс Пауло Даніель Барбоса (порт. Luiz Paulo Daniel Barbosa; нар. 29 листопада 1987, Сан-Жозе-дус-Кампус, Бразилія) — бразильський футболіст, захисник саудівського клубу «Аль-Таі».

## Кар'єра
Віллен народився в місті Сан-Жозе-Кампус і почав займатись в клубі рідного міста в 2008 році. Наступного року гравець грав в іншому клубі міста — «Примейра Камиса». Першим серйозним викликом для гравця став турецький клуб Трабзонспор, який грав у вищій лізі Туреччини та єврокубках, проте, захисник зміг проявити себе, і не зігравши жодного матчу покинув команду і повернувся на батьківщину в «Прйимеру». Наступним клубом гравця був «Таубате», за який він зіграв 18 матчів, забив 2 голи (впродовж одного сезона в клубі).